# Тиулешти (Хунедоара)
Тиулешти (рум. Tiulești) насеље је у Румунији у округу Хунедоара у општини Томешти. Oпштина се налази на надморској висини од 279 m.

## Становништво
Према подацима из 2002. године у насељу је живело 161 становника, од којих су сви румунске националности.